# Tarbes
Tarbes er en by og kommune i det sydvestlige Frankrig. Byen er préfecture (administrationsby) i departementet Hautes-Pyrénées i regionen Occitanie hvor floden Échez munder ud i Adour, og er en del af den historiske region Gascogne. Byen har det næststørste storbyområde i Midi-Pyrénées med 110.000 indbyggere.
Byen er sæde for bispedømmet Tarbes-et-Lourdes.
Syd for byen ligger pilgrimsbyen Lourdes, og lidt længere syd på ligger grænsen til Spanien.

## Galleri
- Kirken Sainte Thérèse i Tarbes
- Place Marcadieu i Tarbes